# Шанфлері
Жуль Франсуа Фелікс Флері-Юссон (17 вересня 1821, Лан, Ена — 6 грудня 1889, Севр) — французький критик мистецтва та письменник-романіст, прихильник реалістичного руху в живописі й літературі, що писав під псевдонімом Шанфлері.
У 1843 Флері-Юссон переїжджає до Парижу. Зустрічає там Шарля Бодлера і наступного року починає займатися критикою мистецтва під іменем «Шанфлері» для журналу L'Artiste. Він одним з перших почав популяризовувати роботи Ґустава Курбе у статті Le Pamphlet 1848 року.
1850 року, коли іспанську школу ще великою мірою іґнорували, він вже захищав роботи Ель Греко. Він написав про братів ЛєНенів і Моріса Кантена де ЛаТура. Він також мав невеличку аферу з Евеліною Ганською, вдовою його друга, Оноре де Бальзака.
У 1856 і 1857 роках редаґував періодичне видавництво Le réalisme.
Найвідоміший його роман — Les bourgeois de Molinchart (1854) — був одним з найранніших реалістичних творів.
У 1869 році його книга «Коти», серія есеїв про кішок, включно з описами котів, що їх малювали видатні митці того часу, була опублікована Librairie de la Société Botanique de France і відредаґована Дж. Ротшильдом.
З 1872 року і до смерті у 1889 він очолював колекцію у Севрській порцеляновій мануфактурі.
Персонаж Марселя у Scènes de la vie de bohème Анрі Мюрже, а також відповідний персонаж Марселло в опері Пуччіні, частково базувалися на характері Шанфлері. Шанфлері був другом Мюрже, якийсь час вони жили разом.

## Твори
Праці:
- «Histoire de la Caricature Antique», um 1865, Paris
- «Histoire de la Caricature au Moyen Age», 1872, Paris
- «Histoire de la Caricature sous la Réforme et la Ligue, Louis XIII à Louis XVI. Paris
- „Histoire de la Caricature sous la Révolution“, 1877, Paris
- „Histoire de la Caricature sous la République“, l'Empire et la Restauration», 1874, Paris
- «Histoire de la Caricature moderne», 1865?, Paris
- «Histoire de l'imagerie populaire», 1886, Paris
- "Bibliographie Céramique: Nomenclature Analytique de toutes les Publications faites en Europe et en Orient sur les Arts et l'Industrie Céramique depuis le XVIe siècle jusqu'en 1880, Reprint 1981, Hildesheim, Georg Olms Verlag
- "Histoire de faiences patriotiques sous la revolution, 1875, Paris

Романи і казки:
- «Les Excentriques», 1857, Paris, Neuauflage 1996, Plein Chant
- "Les Propos amoureux: Madame Vatinel. Mademoiselle Aurore, 1861
- "Les Souffrances du Professeur Delteil, 1870, Paris
- «Contes de printemps. Les aventures de mademoiselle Mariette», 1853, Paris
- «Contes choisis. Les trouvailles de Monsieur Bretoncel, La sonnette de Monsieur Berloquin, Monsieur Tringle». 1889, Paris

## Твори про Шанфлері
- Troubat, Souvenirs sur Champfleury et le Réalisme (Paris, 1905)